# 田村一聖
田村 一聖（たむら いっせい、1984年3月12日 - ）は、日本の男性総合格闘家。東京都品川区出身。フリー。元フェザー級キング・オブ・パンクラシスト。
尊敬するファイターにはジェイク・シールズ、菊地昭を挙げている。
背中に日本地図の刺青を入れている。

## 来歴
19歳の時にブラジリアン柔術を始め、初めて格闘技を経験する。柔術では茶帯を巻く。
2008年6月26日、修斗でプロデビュー。ライト級（-65kg）新人王決定トーナメント2回戦で金山康宏と対戦し、2-0の判定勝ち。10月13日、準決勝で太田拓己と対戦し、2-0の判定勝ち。12月13日、決勝で直撃我聞と対戦し、3-0の判定勝ちを収め新人王を獲得するとともにMVPを獲得した。
2009年4月20日付けでクラスAに昇格した。 
2010年7月19日、修斗環太平洋ライト級（-65kg）王者土屋大喜に挑戦し、0-2の判定負け。王座獲得に失敗するとともに、プロ初黒星となった。 
2011年8月6日、修斗のメインイベントで戸井田カツヤと対戦し、パウンドによるKO勝ち。プロキャリア初のKO勝ちとなった。
2011年11月5日、修斗とシュートボクシングの合同興行1日目「SHOOTO the SHOOT 2011」で行なわれたサバイバートーナメント1回戦でガイ・デルモと対戦し、0-2の判定負けを喫した。

### UFC
2012年2月26日、UFCから二週間前にオファーを受け、日本で開催されたUFC 144で負傷欠場したレオナルド・ガルシアの代役としてジャン・ティエカンと対戦、2R右フックでKO勝ちを収め、UFC初戦をKO勝ちで飾った。
2012年7月11日、バンタム級転向初戦となったUFC on Fuel TV 4でハファエル・アスンソンと対戦し、2RTKO負け。
2013年3月16日、UFC 158でTJ・ディラショーと対戦し、2R左ハイキックでダウンを奪われパウンドでKO負けを喫した。

### ROAD FC
2013年7月7日に入籍。
2013年10月12日、韓国で開催されたROAD FC 013でソン・ミンジョンと対戦し、3R裸絞めで一本負け。
2014年5月31日、ROAD FC 015でキム・スーチョルと対戦し、リアネイキッドチョークで1R一本負けを喫した。

### パンクラス
2015年8月9日、PANCRASE 269で蓮實光と対戦し、3R判定勝ちを収めた。
2015年12月13日、PANCRASE 273でタクミと対戦し、3R判定勝ち。
2016年4月24日、フェザー級暫定キング・オブ・パンクラス王座決定戦で牛久絢太郎と対戦し、右フックでKO勝ちを収め王座獲得に成功した。
2017年1月11日、正規王者であったアンディ・メインの王座剥奪により、正規王座に認定された。
2017年3月12日、フェザー級キング・オブ・パンクラスタイトルマッチでナザレノ・マレガリエと対戦し、チョークスリーパーで一本負けを喫し王座陥落した。

## 戦績
| 総合格闘技 戦績 | 総合格闘技 戦績 | 総合格闘技 戦績 | 総合格闘技 戦績 | 総合格闘技 戦績 | 総合格闘技 戦績 | 総合格闘技 戦績 |
| --------------- | --------------- | --------------- | --------------- | --------------- | --------------- | --------------- |
| 27 試合         | (T)KO           | 一本            | 判定            | その他          | 引き分け        | 無効試合        |
| 15 勝           | 5               | 0               | 10              | 0               | 0               | 0               |
| 12 敗           | 4               | 5               | 3               | 0               | 0               | 0               |

| 勝敗 | 対戦相手                   | 試合結果                            | 大会名                                                                                               | 開催年月日     |
| ○    | Ryo                        | 5分3R終了 判定3-0                   | PANCRASE 330                                                                                         | 2022年12月25日 |
| ○    | 三宅輝砂                   | 5分3R終了 判定3-0                   | PANCRASE 327                                                                                         | 2022年4月29日  |
| ×    | 中田大貴                   | 1R 3:36 TKO（グラウンドパンチ）     | PANCRASE 321                                                                                         | 2021年5月30日  |
| ×    | アキラ                     | 2R 0:42 KO（スタンドパンチ）        | PANCRASE 319                                                                                         | 2020年10月24日 |
| ○    | 杉山和史                   | 1R 1:25 KO（右フック）              | PANCRASE 308                                                                                         | 2019年9月29日  |
| ×    | 摩嶋一整                   | 3R 3:41 肩固め                      | PANCRASE 305                                                                                         | 2019年5月26日  |
| ×    | 中島太一                   | 5分3R終了 判定0-3                   | PANCRASE 299                                                                                         | 2018年9月9日   |
| ○    | 堀江圭功                   | 2R 1:28 TKO（右フック→パウンド）    | PANCRASE 294                                                                                         | 2018年3月11日  |
| ○    | 鈴木琢仁                   | 5分3R終了 判定3-0                   | PANCRASE 291                                                                                         | 2017年11月12日 |
| ×    | ナザレノ・マレガリエ       | 1R 2:50 チョークスリーパー          | PANCRASE 285 【フェザー級キング・オブ・パンクラスタイトルマッチ】                                    | 2017年3月12日  |
| ○    | 牛久絢太郎                 | 3R 1:52 KO（右フック）              | PANCRASE 277 【フェザー級暫定キング・オブ・パンクラス王者決定戦】                                    | 2016年4月24日  |
| ○    | タクミ                     | 5分3R終了 判定3-0                   | PANCRASE 273                                                                                         | 2015年12月13日 |
| ○    | 蓮實光                     | 3分3R終了 判定3-0                   | PANCRASE 269                                                                                         | 2015年8月9日   |
| ×    | チョ・ヨンスン             | 2R 3:57 リアネイキドチョーク        | ROAD FC 022                                                                                          | 2015年3月21日  |
| ×    | キム・スーチョル           | 1R 2:41 リアネイキドチョーク        | ROAD FC 015                                                                                          | 2014年5月31日  |
| ×    | ソン・ミンジョン           | 3R リアネイキドチョーク             | ROAD FC 013                                                                                          | 2013年10月12日 |
| ×    | TJ・ディラショー           | 2R 0:26 KO（左ハイキック→パウンド） | UFC 158: St-Pierre vs. Diaz                                                                          | 2013年3月16日  |
| ×    | ハファエル・アスンソン     | 2R 0:25 TKO（左フック→パウンド）    | UFC on Fuel TV 4: Munoz vs. Weidman                                                                  | 2012年7月11日  |
| ○    | ジャン・ティエカン         | 2R 0:32 KO（右フック）              | UFC 144: Edgar vs. Henderson                                                                         | 2012年2月26日  |
| ×    | ガイ・デルモ               | 5分3R終了 判定0-2                   | SHOOTO the SHOOT 2011 【サバイバートーナメント 1回戦】                                               | 2011年11月5日  |
| ○    | 戸井田カツヤ               | 1R 1:23 KO（パウンド）              | 修斗 SHOOTO GIG TOKYO Vol.7                                                                          | 2011年8月6日   |
| ×    | 土屋大喜                   | 5分3R終了 判定0-2                   | 修斗 The Way of SHOOTO 04 〜Like a Tiger, Like a Dragon〜 【修斗環太平洋ライト級チャンピオンシップ】 | 2010年7月19日  |
| ○    | グスタヴォ・ファルシローリ | 5分3R終了 判定3-0                   | 修斗 REVOLUTIONARY EXCHANGES 3                                                                       | 2009年11月23日 |
| ○    | 碓氷早矢手                 | 5分2R終了 判定3-0                   | 修斗 SHOOTO GIG TOKYO Vol.2                                                                          | 2009年4月19日  |
| ○    | 直撃我聞                   | 5分2R終了 判定3-0                   | 修斗 THE ROOKIE TOURNAMENT 2008 FINAL 【新人王決定トーナメント ライト級 決勝】                       | 2008年12月13日 |
| ○    | 太田拓己                   | 5分2R終了 判定2-0                   | 修斗 【新人王決定トーナメント ライト級 準決勝】                                                      | 2008年10月13日 |
| ○    | 金山康宏                   | 5分2R終了 判定3-0                   | 修斗 【新人王決定トーナメント ライト級 2回戦】                                                       | 2008年6月26日  |

## 獲得タイトル
- 第7回東日本アマチュア修斗フレッシュマントーナメント ウェルター級 優勝（2007年）
- 修斗ライト級新人王（2008年）
- フェザー級キング・オブ・パンクラス暫定王座（2016年）
- 第6代フェザー級キング・オブ・パンクラス王座（2017年）

## 表彰
- 修斗 新人王MVP（2008年）